# Sinfonietta (Korngold)
La Sinfonietta en si major, op. 5, és la primera obra orquestral a gran escala escrita pel compositor austríac del segle XX Erich Wolfgang Korngold. Korngold va començar a dibuixar l'obra a la primavera de 1912 (aproximadament un any després de la mort del seu mentor de la infància, Gustav Mahler), just abans del seu 15è aniversari i va acabar els esbossos l'agost de 1912. La seva orquestració es va allargar un any més, fins al setembre de 1913, moment en què Korngold havia compost la Sonata per a violí, op. 6, i havia començat la seva primera òpera Der Ring des Polykrates, op. 7. La Sinfonietta es va estrenar a Viena el 30 de novembre de 1913 sota la direcció de Felix Weingartner (a qui va dedicar l’obra, en agraïment pel seu suport a Korngold) i va ser un èxit sensacional, amb més representacions a tot Europa i Amèrica.
Té quatre moviments:
1. Fließend, mit heiterem Schwunge (Fluint, amb moviment alegre)
2. Scherzo : Molto agitato, rasch und feurig (Ràpid i ardent)
3. Molto andante (Träumerisch) (Somiador)
4. Finale: Patetico - Allegro Giocoso

L'obra està escrita per a 2 flautes, flautí (també tercera flauta), 2 oboès (el segon també corn anglès), 2 clarinets, clarinet baix en si ♭, 2 fagots, contrafagot, 4 trompes en fa, 3 trompetes en do, 3 trombons, tuba, timbals, glockenspiel, triangle, tambor, plats, campanes en fa ♯ i si, 2 arpes, celesta, piano vertical i cordes.